# Karen Lancaster
Karen Lancaster (25 marzo 1961) è un'ex sciatrice alpina statunitense.

## Biografia
Specialista delle prove tecniche originaria di Incline Village, in Coppa del Mondo la Lancaster ottenne il primo piazzamento l'8 dicembre 1980 a Limone Piemonte in slalom gigante (13ª), il miglior risultato il 27 febbraio 1982 ad Aspen nella medesima specialità (4ª) e l'ultimo piazzamento il 13 marzo 1985 a Lake Placid ancora in slalom gigante (12ª); ai Campionati statunitensi vinse la medaglia d'argento nello slalom gigante nel 1985. Non prese parte a rassegne olimpiche né ottenne piazzamenti ai Campionati mondiali.

## Palmarès

### Coppa del Mondo
- Miglior piazzamento in classifica generale: 43ª nel 1982

### Campionati statunitensi
- 1 medaglia (dati parziali, dalla stagione 1984-1985):
  - 1 argento (slalom gigante[1] nel 1985)